# 2024 na ginástica
A seguir estão os eventos de ginástica para o ano de 2024 em todo o mundo. O principal evento deste ano são os Jogos Olímpicos de Verão de 2024 em  Paris.

## Jogos Olímpicos
- 27 de julho a 10 de agosto: Jogos Olímpicos de Verão de 2024 em  Paris

## Outros eventos multiesportivos
- 23 a 31 de outubro: Gimnasíada de Verão de 2024 em  Manama

## Ginástica acrobática
- Calendário da FIG: aqui

### Campeonatos Mundiais
- 12 a 15 de setembro: XIII Competições Mundiais Age Group de Ginástica Acrobática da FIG em  Guimarães
- Campeonato Mundial de Ginástica Acrobática de 2024 em  Guimarães

### Copa do Mundo de Ginástica Acrobática de 2024
- 10 a 12 de maio: Copa do Mundo GAC #1 em  Burgas
- 17 a 19 de maio: Copa do Mundo GAC #2 em  Maia
- 31 de maio a 2 de junho: Copa do Mundo GAC #3 em  Rzeszów

## Ginástica aeróbica
- Calendário da FIG: aqui

### Campeonatos Mundiais e Continentais
- 21 a 28 de abril: Pacific Rim Championships 2024 em  Cáli
- 8 a 10 de junho: Campeonato Asiático de Ginástica Aeróbica de 2024 em  Hanói
- 20 a 22 de setembro: Competições Mundiais Age Group de Ginástica Aeróbica da FIG de 2024 em  Pesaro
- 27 a 29 de setembro: Campeonato Mundial de Ginástica Aeróbica de 2024 em  Pesaro

### Copa do Mundo de Ginástica Aeróbica de 2024
- 22 a 24 de março: Copa do Mundo GAE #1 em  Cantanhede[1][2]
  - Vencedor individual masculino:  Davide Nacci
  - Vencedora individual feminino:  Anastasia Kurashvili
  - Vencedores duplas mistas:  Stanislav Halaida e  Anastasia Kurashvili
  - Vencedores trios:  Itália (Sara Cutini, Davide Nacci e Francesco Sebastio)
  - Vencedores grupos:  Itália (Anna Bullo, Sara Cutini, Matteo Falera, Davide Nacci e Francesco Sebastio)
- 25 a 26 de maio: Copa do Mundo GAE #2 em  Yokohama

### Torneios internacionais
- 20 a 24 de março: Cantanhede International Open Competition em  Cantanhede
- 12 a 14 de abril: Slovak Aerobic Open em  Bratislava
- 18 a 21 de abril: Czech Aerobic Open em  Chéquia Praga
- 10 a 12 de maio: Lithuanian Open Championship em  Kaunas
- 30 de agosto a 1 de setembro: Plovdiv Cup Aerobics Open em  Plovdiv

## Ginástica artística
- Calendário da FIG: aqui

### Campeonatos Mundiais e Continentais
- 21 a 28 de abril: Pacific Rim Championships 2024 em  Cáli
- 24 a 28 de abril: Campeonato Europeu de Ginástica Artística Masculina de 2024 em  Rimini
- 2 a 5 de maio: Campeonato Europeu de Ginástica Artística Feminina de 2024 em  Rimini
- 3 a 6 de maio: Campeonato Africano de Ginástica Artística de 2024 em  Marrakesh
- 16 a 19 de maio: Campeonato Asiático de Ginástica Artística Masculina de 2024 em  Tashkent
- 22 a 26 de maio: Campeonato Pan-Americano de Ginástica Artística de 2024 em  Santa Marta
- 24 a 26 de maio: Campeonato Asiático de Ginástica Artística Feminina de 2024 em  Tashkent
- 25 a 26 de maio: Campeonato da Oceania de Ginástica Artística de 2024 em  Auckland

### Copa do Mundo de Ginástica Artística de 2024
- 15 a 18 de fevereiro: Copa do Mundo GA #1 em  Cairo

| - - Solo Masculino: Ryu Sung-hyun - Cavalo com Alças: Ahmad Abu Al-Soud - Argolas: Jong Ryong-il - Salto Masculino: Artur Davtyan - Barras Paralelas: Illia Kovtun - Barra Fixa: Tang Chia-hung | - - Salto Feminino: An Chang-ok - Barras Assimétricas: Huang Zhuofan - Trave: Nina Derwael - Solo Feminino: Mana Okamura |

- 22 a 25 de fevereiro: Copa do Mundo GA #2 em  Cottbus

| - - Solo Masculino: Harry Hepworth - Cavalo com Alças: Nariman Kurbanov - Argolas: Nikita Simonov - Salto Masculino: Artur Davtyan - Barras Paralelas: Illia Kovtun - Barra Fixa: Tang Chia-hung | - - Salto Feminino: An Chang-ok - Barras Assimétricas: Kaylia Nemour - Trave: Zhou Yaqin - Solo Feminino: Zhou Yaqin |

- 7 a 10 de março: Copa do Mundo GA #3 em  Baku

| - - Solo Masculino: Yahor Sharamkou - Cavalo com Alças: Lee Chih-kai e Stephen Nedoroscik - Argolas: You Hao - Salto Masculino: Nazar Chepurnyi - Barras Paralelas: Illia Kovtun - Barra Fixa: Robert Tvorogal | - - Salto Feminino: Valentina Georgieva - Barras Assimétricas: Kaylia Nemour - Trave: Zhang Qingying - Solo Feminino: Charlize Mörz |

- 17 a 20 de abril: Copa do Mundo GA #4 (final) em  Doha

| - - Solo Masculino: Milad Karimi - Cavalo com Alças: Ahmad Abu Al-Soud - Argolas: Vahagn Davtyan - Salto Masculino: Artur Davtyan - Barras Paralelas: Carlos Yulo - Barra Fixa: Tang Chia-hung | - - Salto Feminino: Karla Navas - Barras Assimétricas: Kaylia Nemour - Trave: Anna Lashchevska - Solo Masculino: Kaylia Nemour |

### Copa do Mundo Challenge de Ginástica Artística de 2024
- 29 a 31 de março: GA WCC #1 em  Antalya

| - - Solo Masculino: Adem Asil - Cavalo com Alças: Ahmad Abu Al-Soud - Argolas: İbrahim Çolak - Salto Masculino: Assan Salimov - Barras Paralelas: Nicolau Mir - Barra Fixa: Joel Plata | - - Salto Feminino: Tjaša Kysselef - Barras Assimétricas: Mélanie de Jesus dos Santos - Trave: Sun Xinyi - Solo Feminino: Jade Barbosa |

- 4 a 7 de abril: GA WCC #2 em  Osijek

| - - Solo Masculino: Illia Kovtun - Cavalo com Alças: Ilyas Azizov - Argolas: Kevin Penev - Salto Masculino: Aurel Benović - Barras Paralelas: Lukas Dauser - Barra Fixa: Tang Chia-hung | - - Salto Feminino: Coline Devillard - Barras Assimétricas: Mélanie de Jesus dos Santos - Trave: Anna Lashchevska - Solo Feminino: Mélanie de Jesus dos Santos |

- 23 a 26 de maio: GA WCC #3 em  Varna

| - - Solo Masculino: Dmitriy Patanin - Cavalo com Alças: Nariman Kurbanov - Argolas: Artur Avetisyan - Salto Masculino: Nazar Chepurnyi - Barras Paralelas: Cameron-Lie Bernard - Barra Fixa: Yordan Aleksandrov | - - Salto Feminino: Valentina Georgieva - Barras Assimétricas: Elisabeth Seitz - Trave: Lucie Henna - Solo Feminino: Ruby Evans |

- 30 de maio a 2 de junho: GA WCC #4 em  Koper

| - - Solo Masculino: Illia Kovtun - Cavalo com Alças: Illia Kovtun - Argolas: Igor Radivilov - Salto Masculino: Pau Jimenez - Barras Paralelas: Illia Kovtun - Barra Fixa: Tang Chia-hung | - - Salto Feminino: Alexa Moreno - Barras Assimétricas: Lucija Hribar - Trave: Veronica Mandriota - Solo Feminino: Lena Bickel |

- 4 a 6 de outubro: GA WCC #5 (final) em  Szombathely

### Torneios internacionais da FIG
- 8 a 10 de março: International GYMNIX 2024 & International Junior GYMNIX 2024 em  Montreal
  - Resultados: aqui
- 15 a 17 de março: AGF Trophy International Tournament 2024 em  Baku
  - Resultados: aqui
- 15 a 17 de março: EnBW DTB Pokal Team Challenge 2024 e EnBW DTB Pokal Mixed Cup 2024 em  Stuttgart
  - Resultados: aqui
- 21 a 24 de março: Grizzly Classic em  Airdrie
  - Resultados: aqui
- 5 de abril: Five Ways U18-ITA-FRA-GBR-GER-SUI em  Ravenna
- 6 de abril: Friendly Match U15 FRA-GBR-GER-SUI em  Magglingen
- 5 a 8 de abril: Jogos Bolivarianos da Juventude de 2024 em  Sucre
- 12 a 13 de abril: Luxembourg Open 2024 em  Luxemburgo
- 20 a 21 de abril: XV Trofeo Citta di Jesolo em  Jesolo
- 5 a 9 de junho: 55th Šalamunov memorial 2024 em  Maribor
- 29 de junho: Tournoi Seniors FRA/GBR/GER/ITA/SUI em  Troyes
- 6 de julho: Senior - FRA/GBR/GER/SUI em  Haguenau

## Parkour
- Calendário da FIG: aqui

### Copa do Mundo de Parkour de 2024
- 10 a 12 de maio: Copa do Mundo PK #1 em  Montpellier
- 13 a 15 de setembro: Copa do Mundo PK #2 em  Coimbra

## Ginástica rítmica
- Calendário da FIG: aqui
- Resultados de outros torneios: aqui.

### Campeonatos Mundiais e Continentais
- 21 a 28 de abril: Pacific Rim Championships 2024 em  Cáli
- 25 a 26 de abril: Campeonato Africano de Ginástica Rítmica de 2024 em  Kigali
- 2 a 4 de maio: Campeonato Asiático de Ginástica Rítmica de 2024 em  Tashkent
- 22 a 26 de maio: Campeonato Europeu de Ginástica Rítmica de 2024 em  Budapeste
- 22 a 26 de maio: Campeonato da Oceania de Ginástica Rítmica de 2024 em  Budapeste
- 7 a 9 de junho: Campeonato Pan-Americano de Ginástica Rítmica de 2024 em  Cidade da Guatemala

### Copa do Mundo de Ginástica Rítmica de 2024
- 22 a 24 de março: Copa do Mundo GR #1 em  Atenas

| - - Individual geral: Elvira Krasnobaeva - Arco: Elvira Krasnobaeva - Bola: Daniela Munits - Maças: Wang Zilu - Fita: Alina Harnasko | - - Group Geral: Israel - 5 Arcos: Itália - 3 Fitas e 2 Bolas: Polónia |

- 12 a 14 de abril: Copa do Mundo GR #2 em  Sófia

| - - Individual geral: Boryana Kaleyn - Arco: Daria Atamanov - Bola: Stiliana Nikolova - Maças: Sofia Raffaeli - Fita: Stiliana Nikolova | - - Grupo geral: Israel - 5 Arcos: Israel - 3 Fitaas e 2 Bolas: Israel |

- 19 a 21 de abril: Copa do Mundo GR #3 em  Baku

| - - Individual geral: Darja Varfolomeev - Arco: Darja Varfolomeev - Bola: Darja Varfolomeev - Maças: Sofia Raffaeli - Fita: Darja Varfolomeev | - - Grupo geral: Espanha - 5 Arcos: Japão - 3 Fitas e 2 Bolas: Japão |

- 26 a 28 de abril: Copa do Mundo GR #4 em  Tashkent

| - - Individul geral: Darja Varfolomeev - Arco: Takhmina Ikromova - Bola: Takhmina Ikromova - Maças: Darja Varfolomeev - Fita: Darja Varfolomeev | - - Grupo geral: China - 5 Arcos: China - 3 Fitas e 2 Bolas: França |

- 21 a 23 de junho: Copa do Mundo GR #5 (final) em  Milão

| - - Geral: Darja Varfolomeev - Arco: Sofia Raffaeli - Bola: Darja Varfolomeev - Maças: Darja Varfolomeev - Fita: Darja Varfolomeev | - - Grupo geral: China - 5 Arcos: China - 3 Fitas e 2 Bolas: Brasil |

### Copa do Mundo Challenge de Ginástica Rítmica de 2024
- 10 a 12 de maio: GR WCC #1 em  Portimão
- 26 a 28 de junho: GR WCC #2 em  Jerusalém[3]
  - Evento foi cancelado
- 12 a 14 de julho: GR WCC #3 (final) em  Cluj-Napoca

### Torneios internacionais da FIG
- 10 a 11 de fevereiro: LUXGR Cup em  Cidade de Luxemburgo[4][5]
  - Sênior
  - Individual geral:  Kamilla Seyidzade
  - Arco:  Yuval Mandelgeim
  - Bola:  Yuval Mandelgeim
  - Maças:  Kamilla Seyidzade
  - Fita:  Yuval Mandelgeim
- 16 a 18 de fevereiro: 28. International Tournament-Gracia Fair Cup em  Budapeste[6][7]
  - Sênior
  - Individual geral:  Nikol Todorova
  - Arco:  Erika Zhailauova
  - Bola:  Aibota Yertaikyzy
  - Maças:  Aibota Yertaikyzy
  - Fita:  Aibota Yertaikyzy
- 22 a 25 de fevereiro: Irina Deleanu Cup em  Ploiești[8][9]
  - Sênior
  - Individual geral:  Christina Dragan
  - Arco:  Christina Dragan
  - Bola:  Christina Dragan
  - Maças:  Sabina Enache
  - Fita:  Christina Dragan
- 1 a 3 de março: Miss Valentine em  Tartu[10]
  - Sênior
  - Grupo Geral:  Ucrânia
  - 5 Arcos:  Ucrânia
  - 3 Bolas 2 Fitas:  Ucrânia
- 2 a 3 de março: Miss Valentine Tartu Grand Prix em  Tartu[11]
  - Sênior
  - Individual geral:  Viktoriia Onopriienko
  - Arco:  Viktoriia Onopriienko
  - Bola:  Viktoriia Onopriienko
  - Maças:  Taisiia Onofriichuk
  - Fita:  Viktoriia Onopriienko
- 2 a 3 de março: Gymnastik International em  Fellbach-Schmiden[12]
  - Sênior
  - Individual geral:  Daniela Munits
  - Arco:  Daniela Munits
  - Bola:  Darja Varfolomeev
  - Maças:  Darja Varfolomeev
  - Fita:  Margarita Kolosov
- 8 a 10 de março: Grand Prix Marbella em  Marbella[13]
  - Sênior
  - Individual geral:  Stiliana Nikolova
  - Arco:  Darja Varfolomeev
  - Bola:  Elzhana Taniyeva
  - Maças:  Stiliana Nikolova
  - Fita:  Stiliana Nikolova
- 15 a 17 de março: International Tournament "9th Aphrodite Cup" em  Atenas[14]
  - Sênior
  - Individual geral:  Panagiota Lytra
  - Arco:  Panagiota Lytra
  - Bola:  Erika Zhailauova
  - Maças:  Aibota Yertaikyzy
  - Fita:  Aibota Yertaikyzy
- 22 a 24 de março: International Tournament «ALEM CUP» em  Astana
- 30 a 31 de março: Internationaux de Thiais em  Thiais
  - Sênior
  - Individual geral:  Takhmina Ikromova
  - Arco:  Viktoriia Onopriienko
  - Bola:  Viktoriia Onopriienko
  - Maças:  Ekaterina Vedeneeva
  - Fita:  Ekaterina Vedeneeva
- 4 a 7 de abril: International Tournament Sofia Cup em  Sófia
  - Sênior
  - Individual geral:  Boryana Kaleyn
  - Arco:  Elvira Krasnobaeva
  - Bola:  Elvira Krasnobaeva
  - Maças:  Elvira Krasnobaeva
  - Fita:  Nikol Todorova
- 5 a 7 de abril: MTM Narodni Dom Ljubljana em  Ljubljana
- 5 a 7 de abril: International Tournament Tallinn Open em  Tallinn
- 19 a 21 de abril: Bosphorus Cup em  Istambul
  - Sênior
  - Individual geral:  Daria Viarenich
  - Arco:  Aiym Meirzhanova
  - Bola:  Defne Eylül Kılıç
  - Maças:  Daria Viarenich
  - Fita:  Daria Viarenich
- 26 a 28 de abril: International Tournament for the Prize of Julieta Shishmanova em  Burgas
- 27 a 28 de abril: Ritam Cup em  Belgrade
- 3 a 5 de maio: European Cups em  Baku
- 3 a 5 de maio: Gdynia Rhythmic Stars em  Gdynia
- 4 a 6 de maio: International Tournament of Portimão em  Portimão
- 15 a 16 de junho: Grand Prix Brno TRL Space Cup 2024 em  Brno
- 28 a 30 de junho: Pharaohs Cup em  Cairo
- 31 de agosto a 1 de junho: 29. International Tournament-Gracia Fair Cup em  Budapest
- 4 a 5 de outubro: Dalia Kutkaite Cup em  Vilnius

## TrampolimeTumbling
- Calendário da FIG: aqui

### Campeonatos Mundiais e Continentais
- 3 a 7 de abril: Campeonato Europeu de Ginástica de Trampolim de 2024 em  Guimaraes
- 21 a 28 de abril: Pacific Rim Championships 2024 em  Cáli
- 10 a 11 de maio: Campeonato Africano de Ginástica de Trampolim de 2024 em  Bizerte
- 11 a 12 de maio: Campeonato Asiático de Ginástica de Trampolim de 2024 em  Hong Kong
- 17 a 19 de maio: Campeonato Pan-Americano de Ginástica de Trampolim de 2024 em  Lima

### Copa do Mundo deTrampolim,TumblingeDMTde 2024
- 23 a 25 de fevereiro: Copa do Mundo GTR #1 em  Baku[15][16]
  - Vencedores individual:  Wang Zisai (m) /  Zhu Xueying
  - Vencedores sincronizado:  China (m) /  Estados Unidos (f)
  - Vencedores tumbling:  Mikhail Malkin (m) /  Candy Briere-Vetillard (f)
- 13 a 14 de março: Copa do Mundo GTR #2 em  Alkmaar[17][18]
  - Vencedores individual:  Darwin Billiet (m) /  Seljan Mahsudova (f)
  - Vencedores sincronizado:  Países Baixos (m) /  Países Baixos (f)
- 22 a 24 de março: Copa do Mundo GTR #3 em  Cottbus[19][20]
  - Vencedores individual:  Yan Langyu (m) /  Hu Yicheng (f)
  - Vencedores sincronizado:  Fabian Vogel e  Caio Lauxtermann (m) /  Cao Yunzhu e  Zhang Xinxin (f)
- 28 a 29 de junho: Copa do Mundo GTR #4 em  Arosa
- 6 a 7 de julho: Copa do Mundo GTR #5 (final) em  Coimbra

### Torneios internacionais
- 16 a 17 de março: Dutch Trampoline Open em  Alkmaar[21]
  - Vencedores individual:  Lars Garmann (m) /  Seljan Mahsudova (f)
  - Vencedores sincronizado:  Jordy Mol e Rick Veldhuizen (m) /  Claudia de Graaf e Romana Schuring (f)
- 27 a 29 de junho: Nissen Cup Junior Competition em  Arosa
- 5 a 7 de julho: Coimbra Gym Fest em  Coimbra
- 2 a 3 de novembro: David Ward-Hunt Cup em  Gillingham